# DK Весов
DK Весов (лат. DK Librae) — одиночная переменная звезда в созвездии Весов на расстоянии (вычисленном из значения параллакса) приблизительно 50645 световых лет (около 15528 парсеков) от Солнца. Видимая звёздная величина звезды — от +15,2m до +13,6m.

## Характеристики
DK Весов — пульсирующая переменная звезда типа RR Лиры (RR).